# Andrea Quattrocchi
Andrea Quattrocchi Rivarola (* 23. März 1989 in Asunción) ist ein paraguayische Schauspielerin.

## Biografie
Ihr Debüt gab sie 2008 in der Fernsehserie Papá del corazón. Anschließend war die 2009 in De mil amores zu sehen. Ihre erste Hauptrolle bekam sie in der Serie La doña.
Im selben Jahr nahm sie an der Sendung Baila Conmigo Paraguay teil. Zunächst bekam Quattrocchi den ersten Platz, doch später wurde berichtet, dass es bei der Auszählung der Stimmen zu einem Fehler gekommen sei und dass La Kchorra tatsächlich der Gewinner gewesen sei. Dies bleibt umstritten, da viele die Korrektur als Ungerechtigkeit seitens des Programms betrachten. Zudem trat sie 2012 in El hombre de tu vida auf. Unter anderem spielte sie 2023 in dem Film El apartamento die Hauptrolle.

## Filmografie
Filme
- 2010: Semana capital
- 2014: Luna de Cigarras
- 2015: La patota
- 2018: The Last Runway
- 2023: El apartamento
- 2023: Leal 2, Comando Yaguareté

Serien
- 2008: Papá del corazón
- 2009: De mil amores
- 2010: La doña
- 2012: El hombre de tu vida